# Luís Xavier Furtado de Mendonça
Luís Xavier Furtado de Mendonça, 4.º Visconde de Barbacena (6 de maio de 1692), foi o 8.º senhor da vila de Barbacena, comendador de Santa Eulália de Rio Covo, de São Romão de Fonte Cuberta, São Julião de Braganha, São Martinho de Refregas, todas na Ordem de Cristo; alcaide-mor da Covilhã, padroeiro do Convento de Nossa Senhora da Boa Hora, de Lisboa, do conselho d'el-rei, e governador de Évora.
Sucedeu a seu irmão, Afonso Furtado de Mendonça, o 3.º visconde de Barbacena, que entrara para a Ordem de São Bento. Herdou toda a casa do pai e do irmão e seguiu a carreira das armas. Em 1722, era coronel de um dos regimentos da corte e, em 8 de agosto de 1735, foi nomeado governador da Praça de Évora com o posto de coronel.
Casou-se com Inês Francisca Xavier de Noronha, dama da rainha D. Mariana de Áustria, filha de Francisco Carneiro de Sousa, 2.º conde da Ilha do Príncipe, e D. Eufrásia Filipa de Lima, neta materna de D. Francisco de Sousa, 1.º marquês das Minas e 6.º conde do Prado, do conselho de Estado, etc., e de D. Eufrásia Filipa de Noronha. 
Foram pais de Francisco Vicente Xavier Furtado Castro do Rio e Mendonça, nascido em 1720, 5.º visconde de Barbacena.  